# Ibrahim Said (Fußballspieler, 2002)
Ibrahim Muhammad Said (* 15. Juni 2002 in Kano) ist ein nigerianischer Fußballspieler, der aktuell beim FC Motherwell unter Vertrag steht.

## Karriere

### Verein
Said begann seine fußballerische Ausbildung bei der Dabo Babes Akademie in Nigeria. Im Oktober 2020 wurde er vom dänischen Zweitligisten Viborg FF unter Vertrag genommen. Dort kam er zunächst nur in der U19 zum Einsatz, wo er zwei Tore in fünf Spielen machte. Für die Profis debütierte er am 16. April 2021 (3. Spieltag) in den Aufstiegsplayoffs gegen den Esbjerg fB nach einer Einwechslung in den letzten Minuten. Als er gegen den FC Fredericia zu seinem zweiten professionellen Einsatz kam, schoss er in der 88. Minute seinen ersten Treffer für Viborg. Nach drei Saisoneinsätzen wurde er mit seinem Team Zweitligameister und ihm gelang der Aufstieg in die Superliga.
Im Juli 2025 wechselte Said zum FC Motherwell nach Schottland.

### Nationalmannschaft
Said kam viermal bei der U17-WM 2019 zum Einsatz, wobei er bei seinem zweiten Einsatz einen Hattrick gegen Ecuador schoss.

## Erfolge
Viborg FF
- Dänischer Zweitligameister und Aufstieg in die Superliga: 2021